# ليزا برينر
ليزا برينر (بالإنجليزية:Lisa Brenner)، من مواليد 12 فبراير 1974، ولدت في لونغ إيلند في نيويورك الأمريكية ، وشاركت في عدة أفلام، من اهمها : ذا باتريوت.

## الأعمال
- ذا باتريوت
- سي اس آي: التحقيق في موقع الجريمة
- سي إس آي: ميامي
- ذا منتاليست
- سي اس آي: نيويورك
- عقول إجرامية

## وصلات خارجية
- ليزا برينر على موقع IMDb (الإنجليزية)
- ليزا برينر على موقع ألو سيني (الفرنسية)
- ليزا برينر على موقع أول موفي (الإنجليزية)
- ليزا برينر على موقع قاعدة بيانات الأفلام السويدية (السويدية)
- ليزا برينر على موقع قاعدة بيانات الفيلم (الإنجليزية)
- ليزا برينر على موقع كينوبويسك (الروسية)